# Трижды наращённая треугольная призма
Три́жды наращённая треуго́льная при́зма — один из многогранников Джонсона (J51, по Залгаллеру — П3+3М2), дельтаэдр.
Составлена из 14 правильных треугольников; имеет 21 ребро одинаковой длины и 9 вершин. В 3 вершинах (расположенных как вершины правильного треугольника) сходятся по четыре грани, в остальных 6 (расположенных как вершины правильной треугольной призмы) — по пять граней.
Трижды наращённую треугольную призму можно получить из четырёх многогранников — трёх квадратных пирамид (J1) и правильной треугольной призмы, все рёбра у которых одинаковой длины, — приложив основания пирамид к боковым граням призмы.

## Метрические характеристики
Если трижды наращённая треугольная призма имеет ребро длины {\displaystyle a}, её площадь поверхности и объём выражаются как
{\displaystyle S={\frac {7{\sqrt {3}}}{2}}\;a^{2}\approx 6{,}0621778a^{2},}
{\displaystyle V=\left({\frac {\sqrt {2}}{2}}+{\frac {\sqrt {3}}{4}}\right)a^{3}\approx 1{,}1401195a^{3}.}

## В координатах
Трижды наращённую треугольную призму с длиной ребра {\displaystyle 2} можно расположить в декартовой системе координат так, чтобы её вершины имели координаты
- {\displaystyle (0;\;\pm 1;\;{\sqrt {3}}),}
- {\displaystyle (\pm 1;\;\pm 1;\;0),}
- {\displaystyle (0;\;0;\;-{\sqrt {2}}),}
- {\displaystyle \left(\pm {\frac {1+{\sqrt {6}}}{2}};\;0;\;{\frac {{\sqrt {2}}+{\sqrt {3}}}{2}}\right).}

При этом одна из четырёх осей симметрии многогранника будет совпадать с осью Oz, а две из четырёх плоскостей симметрии — с плоскостями xOz и yOz.